# Gräsmusseron
Gräsmusseron (Melanoleuca exscissa) är en svampart. Enligt Catalogue of Life ingår Gräsmusseron i släktet Melanoleuca,  och familjen Tricholomataceae, men enligt Dyntaxa är tillhörigheten istället släktet Melanoleuca,  och familjen Chromocyphellaceae. Arten är reproducerande i Sverige. Utöver nominatformen finns också underarten exscissa.

## Källor

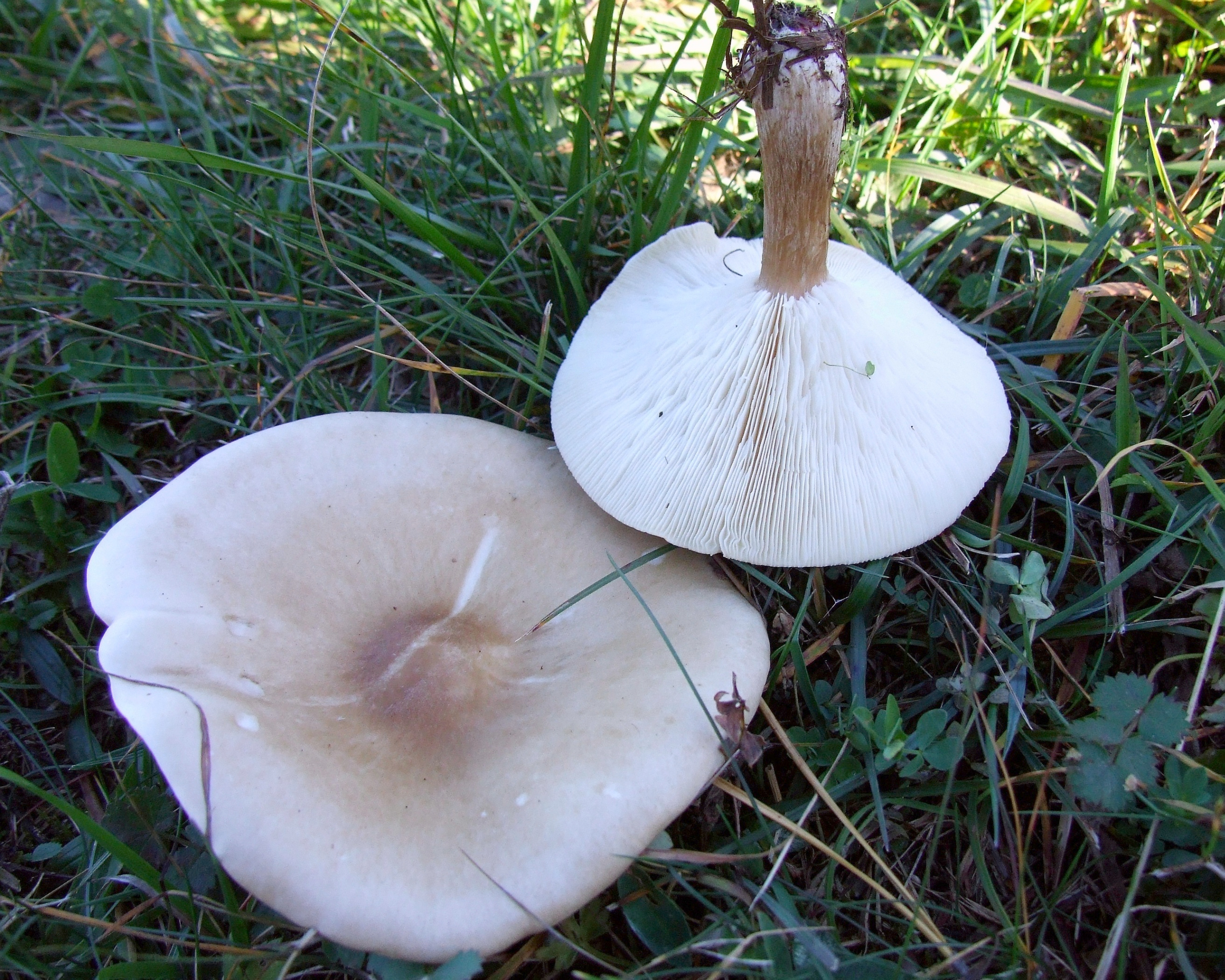